# دييغو كولوتو
دييغو دانييل كولوتو (بالإسبانية: Diego Colotto)‏ (مواليد 10 مارس 1981 في ريو كوارتو - الأرجنتين) لاعب كرة قدم أرجنتيني يلعب حاليا لصالح نادي الدرجة الأولى ديبورتيفو لاكورونيا الإسباني منذ 2008 في مركز قلب الدفاع .

## روابط خارجية
- دييغو كولوتو على موقع الاتحاد الدولي (مؤرشف)  (الإنجليزية)
- دييغو كولوتو على موقع قاعدة بيانات كرة القدم.إي يو (الإنجليزية)
- دييغو كولوتو على موقع Soccerway.com (الإنجليزية)
- دييغو كولوتو على موقع كووورة
- دييغو كولوتو على موقع AS.com (الإسبانية)